# Съмър Макинтош
Съмър Макинтош (на английски: Summer McIntosh) е канадска състезателка по плуване. Носителка на златни олимпийски медали в дисциплините 400 метра съчетано плуване, 200 м бътерфлай и 200 м съчетано плуване на олимпиадата в Париж през 2024 година, както и на сребърен медал в 400 метра свободен стил. Освен това е носителка на четири златни медала от световните първенства през 2022 и 2023 година. Привлича вниманието върху себе си още на олимпиадата в Токио през 2021 година, където още на 14 години влиза в олимпийския отбор на Канада и завършва четвърта на 400 метра свободен стил.
Макинтош е дъщеря на Грег Макинтош и бившата канадска плувкиня Джил Хорстед. По-голямата ѝ сестра Бруук е състезателка по фигурно пързаляне.

## Успехи

### Олимпийски игри
- – Париж 2024 – 400 м съчетано
- – Париж 2024 – 200 м съчетано
- – Париж 2024 – 200 м бътерфлай
- – Париж 2024 – 400 м свободен стил

### Световни първенства
- – Сингапур 2025 – 200 м бътерфлай
- – Сингапур 2025 – 400 м свободен стил
- – Сингапур 2025 – 200 м съчетано
- – Сингапур 2025 – 400 м съчетано
- – Будапеща 2022 – 200 м бътерфлай
- – Будапеща 2022 – 400 м съчетано
- – Фукуока 2023 – 200 м бътерфлай
- – Фукуока 2023 – 400 м съчетано
- – Будапеща 2022 – 400 м свободен стил
- – Будапеща 2022 – 4×200 м свободен стил
- – Фукуока 2023 – 200 м свободен стил
- – Фукуока 2023 – 4×100 м съчетано
- – Сингапур 2025 – 800 м свободен стил